# Polybranchia westralis
Polybranchia westralis is een slakkensoort uit de familie van de Hermaeidae. De wetenschappelijke naam van de soort is voor het eerst geldig gepubliceerd in 1993 door Jensen.